# Feira de livros de Ekushey
A Feira do Livro de Ekushey é a feira nacional do livro de Bangladesh, ocorrida em Daca, capital do país, organizado anualmente pela Academia Bangla, uma espécie de Academia Bangladesh de Letras. É considerada a mais longa feira de livros do mundo, pois ocorre durante todo o mês de fevereiro.
Este evento é dedicado aos mártires que morreram em 21 de fevereiro de 1952 em uma manifestação pedindo o estabelecimento de Bengali como uma das línguas estaduais do antigo Paquistão Oriental. Para comemorar este acontecimento, a Academia Bangla vem organizando uma feira mensal de livros nas suas instalações todos os anos desde 1978.

## Histórico
Depois de alcançar a independência de Bangladesh, em 21 de fevereiro de 1972, Chittaranjan Saha, o proprietário da editora Muktodhara, começou a vender livros na frente da Academia Bangla. O dia 21 de fevereiro é feriado nacional em Bangladesh, é comemorado o shaheed dibosh, mais conhecido como o Dia do Movimento da Língua em homenagem a morte de seis estudantes da Universidade de Daca numa manifestação realizada dentro do campus universitário em 1952. Naquele ano, os estudantes reivindicavam o fim da extensa urduização do Paquistão Oriental levado a cabo pelas autoridades e as elites dirigentes do Paquistão Ocidental. O intuito era substituir o Bengali pelo Urdu e tornar esta última a língua oficial da região. Em reação, no dia 21 de fevereiro daquele ano, os estudantes e professores do Paquistão oriental, falantes de Bengali, organizaram um protesto que foi violentamente reprimido pelas autoridades tendo resultado daí a morte de seis estudantes. Bangladesh é considerada a única nação do mundo que sacrificou vidas por estabelecer a honra da língua materna.
Mais tarde, outras editoras de livros se juntaram a iniciativa do educador Chittaranjan Saha. Em 1978, a Academia Bangla assumiu a organização da feira gradualmente tornou-se a feira de livros mais popular do país. Em 1984, foi nomeado oficialmente Amar Ekushey Book Fair. Gradualmente, tornou-se a feira de livros mais popular do país.